# Pinguicula vallisneriifolia
Pinguicula vallisneriifolia Webb, 1853 è una pianta carnivora appartenente alla famiglia Lentibulariaceae.

## Descrizione

### Foglie
In inverno la pianta produce una gemma, detta hibernaculum, per proteggersi dal gelo; in primavera, invece, comincia la produzione di foglie carnivore, disposte a rosetta. Queste sono provviste di colla con cui la pianta è in grado di catturare, uccidere e digerire piccoli insetti mediante la produzione di enzimi digestivi. La rosetta è dapprima composta di foglie relativamente corte e addossate al terreno; durante e dopo la fioritura la pianta produce foglie più lunghe e semierette, ancora più efficaci nella cattura degli insetti.

### Fiori
Il fiore è portato da uno stelo che si accresce dal centro della rosetta di foglie ed è grande da 2,5 a 4 cm.

### Radici
Le radici sono grosse, tozze e viola, con venature marcate.

### Semi
I semi sono numerosi, scobiformi ed alveolati, come in molte altre pinguicole, e di dimensioni vicine al millimetro.

## Distribuzione e habitat
È originaria della Spagna meridionale.
È una specie litofita che cresce su pareti rocciose verticali.